# AEW Women's World Championship

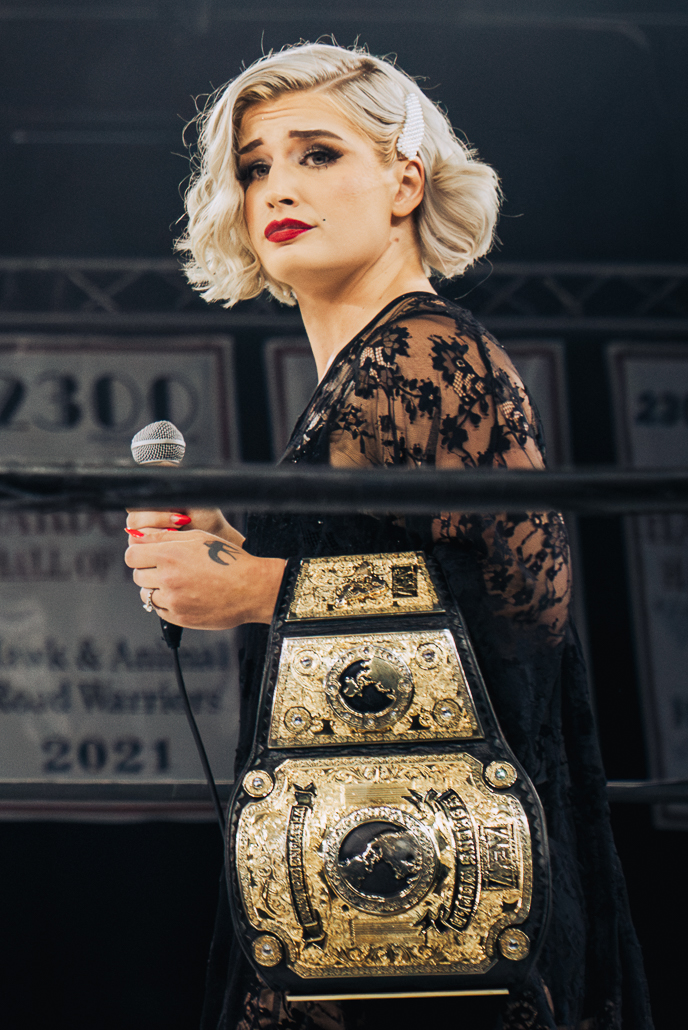
L'attuale campionessa Toni Storm.

L'AEW Women's World Championship è un titolo mondiale femminile di wrestling di proprietà della All Elite Wrestling, detenuto da Toni Storm dal 15 febbraio 2025.

## Storia
Il 18 giugno 2019 il presidente della All Elite Wrestling, Tony Khan, ha annunciato la creazione del primo titolo femminile della federazione di Jacksonville. La dirigente Brandi Rhodes ha inoltre dichiarato che il match per l'assegnazione del titolo si sarebbe svolto il 2 ottobre 2019, nella prima puntata di Dynamite, tra Riho e Nyla Rose.

## Albo d'oro
| #  | Campionessa  | Regno | Data             | Giorni | Località                  | Evento                 | Note | Fonti  |
| -- | ------------ | ----- | ---------------- | ------ | ------------------------- | ---------------------- | --- | ------ |
| 1  | Riho         | 1°    | 2 ottobre 2019   | 133    | Washington D.C.           | Dynamite               | Riho ha sconfitto Nyla Rose in un match per l'assegnazione | [ 2 ]  |
| 2  | Nyla Rose    | 1°    | 12 febbraio 2020 | 101    | Austin, Texas             | Dynamite               | | [ 3 ]  |
| 3  | Hikaru Shida | 1°    | 23 maggio 2020   | 372    | Jacksonville, Florida     | Double or Nothing      | | [ 4 ]  |
| 4  | Britt Baker  | 1°    | 30 maggio 2021   | 290    | Jacksonville, Florida     | Double or Nothing      | | [ 5 ]  |
| 5  | Thunder Rosa | 1°    | 16 marzo 2022    | 172    | San Antonio, Texas        | Dynamite               | | [ 6 ]  |
| —  | Vacante      | —     | 4 settembre 2022 |        |                           |                        | |        |
| 6  | Toni Storm   | 1°    | 4 settembre 2022 | 76     | Hoffman Estates, Illinois | All Out                | In seguito ad un infortunio riportato da Thunder Rosa fu indetto un match ad All Out per decretare la campionessa ad interim. Il 23 novembre 2022 il titolo fu retroattivamente dichiarato vacante dal 4 settembre e quindi il regno di Storm è considerato ufficiale. | [ 7 ]  |
| 7  | Jamie Hayter | 1°    | 19 novembre 2022 | 190    | Newark, New York          | Full Gear              | Hayter vinse il titolo ad interim, ma il 23 novembre 2022 il titolo fu retroattivamente dichiarato vacante dal 4 settembre e quindi il regno è considerato ufficiale.                                                                                                  | [ 10 ] |
| 8  | Toni Storm   | 2°    | 28 maggio 2023   | 66     | Paradise, Nevada          | Double or Nothing 2023 | | [ 11 ] |
| 9  | Hikaru Shida | 2°    | 2 agosto 2023    | 25     | Tampa, Florida            | Dynamite               | | [ 12 ] |
| 10 | Saraya       | 1°    | 27 agosto 2023   | 44     | Londra                    | All In                 | In un four way match che comprendeva anche Hikaru Shida, Toni Storm e Britt Baker. | [ 13 ] |
| 11 | Hikaru Shida | 3°    | 10 ottobre 2023  | 39     | Independence, Missouri    | Dynamite               | | [ 14 ] |
| 12 | Toni Storm   | 3°    | 18 novembre 2023 | 281    | Inglewood, California     | Full Gear              | | [ 15 ] |
| 13 | Mariah May   | 1°    | 25 agosto 2024   | 174    | Londra                    | All In                 | | [ 16 ] |
| 13 | Toni Storm   | 4°    | 15 febbraio 2025 | 110    | Brisbane                  | Grand Slam Australia   | | [ 17 ] |